# 陆良站
陆良站位于中华人民共和国云南省曲靖市陆良县召夸镇，是南昆铁路上的火车站，建于1997年，由中国铁路昆明局集团管辖。

## 車站周邊
- 汕昆高速公路
- 召夸镇人民政府
- 召夸镇客运站